# Svenska kvinnoföreningarnas samarbetskommitté
Svenska kvinnoföreningarnas samarbetskommitté, var en svensk kvinnoförening, bildad 1934. 
Den bildades 1934 med Ingeborg Wallin som ordförande; hon efterträddes dock redan 1936 av Karin Kock.   
Den verkade främst inom nyktherhetsfrågor. 